# Dublin (circonscription électorale européenne)
Pour les articles homonymes, voir Dublin (homonymie).
Dublin est une circonscription électorale irlandaise. Elle permet d'élire quatre membres du Parlement européen — trois jusqu'au retrait du Royaume-Uni de l'Union européenne en 2020. L'élection se fait suivant un scrutin proportionnel plurinominal avec scrutin à vote unique transférable.

## Histoire et frontières
La circonscription est créée en 1979 pour les premières élections directes au Parlement européen. De 1979 à 2004, elle permet d'élire quatre députés européens ; cela est réduit à 3 pour les élections de 2009. Elle comprend la ville de Dublin et les comtés de Dún Laoghaire-Rathdown, Fingal et Dublin Sud.

### Futur
Pour les élections européennes de 2019, l'Irlande gagne deux sièges à la suite du Brexit et le départ des 73 députés britanniques. La commission de circonscription propose que Dublin obtienne un siège supplémentaire, passant de trois à quatre sièges. Aucune modification n'est apportée aux limites des circonscriptions.

## Députés
Note : Les colonnes de ce tableau sont utilisées uniquement à des fins de présentation et aucune importance ne doit être attachée à l'ordre des colonnes. Pour plus de détails sur l'ordre dans lequel les sièges ont été remportés à chaque élection, voir les résultats détaillés de cette élection.

## Élections européennes de 2014
| Parti | Parti                    | Candidat          | %    | Comptage | Comptage | Comptage | Comptage | Comptage | Comptage | Comptage |
| Parti | Parti                    | Candidat          | %    | 1        | 2        | 3        | 4        | 5        | 6        | 7        |
| --- | ------------------------ | ----------------- | ---- | -------- | -------- | -------- | -------- | -------- | -------- | -------- |
| | Sinn Féin                | Lynn Boylan       | 23,6 | 83 264   | 84 289   | 89 764   |          |          |          |          |
| | Sans étiquette           | Nessa Childers    | 10,2 | 35 939   | 37 706   | 41 787   | 46 531   | 59 955   | 72 413   | 73 598   |
| | Fine Gael                | Brian Hayes       | 15,5 | 54 676   | 55 132   | 55 656   | 63 591   | 65 132   | 73 317   | 73 405   |
| | Parti vert               | Eamon Ryan        | 12,5 | 44 078   | 45 173   | 47 256   | 53 179   | 59 803   | 71 909   | 72 256   |
| | Fianna Fáil              | Mary Fitzpatrick  | 12,6 | 44 283   | 44 954   | 45 779   | 48 360   | 50 585   |          |          |
| | Socialist Party          | Paul Murphy       | 8,5  | 29 953   | 31 310   | 39 313   | 41 373   |          |          |          |
| | Parti travailliste       | Emer Costello     | 7,4  | 25 961   | 26 232   | 27 194   |          |          |          |          |
| | People Before Profit     | Bríd Smith (en)   | 6,8  | 23 875   | 25 539   |          |          |          |          |          |
| | Direct Democracy Ireland | Tom D'Arcy        | 1,1  | 4 022    |          |          |          |          |          |          |
| | Direct Democracy Ireland | Raymond Whitehead | 0,9  | 3 133    |          |          |          |          |          |          |
| | Sans étiquette           | Jim Tallon        | 0,6  | 2 244    |          |          |          |          |          |          |
| | Fís Nua                  | Damon Wise        | 0,3  | 1 147    |          |          |          |          |          |          |
| Électorat : 820 668 Valide : 352 575 Non valide : 6 368 (1,8%) Quota : 88 144 Participation : 358 943 (43,7%) |                          |                   |      |          |          |          |          |          |          |          |

## Élections européennes de 2009
| Parti | Parti              | Candidat              | %    | Comptage | Comptage | Comptage | Comptage | Comptage | Comptage | Comptage |
| Parti | Parti              | Candidat              | %    | 1        | 2        | 3        | 4        | 5        | 6        | 7        |
| --- | ------------------ | --------------------- | ---- | -------- | -------- | -------- | -------- | -------- | -------- | -------- |
| | Fine Gael          | Gay Mitchell          | 23,8 | 96 715   | 99 098   | 100 810  | 104 413  |          |          |          |
| | Parti travailliste | Proinsias De Rossa    | 20,5 | 83 471   | 85 217   | 87 274   | 94 306   | 95 636   | 103 225  |          |
| | Socialist Party    | Joe Higgins           | 12,4 | 50 510   | 52 457   | 53 038   | 55 116   | 55 351   | 60 165   | 82 366   |
| | Fianna Fáil        | Eoin Ryan             | 13,6 | 55 346   | 56 317   | 66 205   | 68 517   | 69 122   | 71 530   | 76 956   |
| | Sinn Féin          | Mary Lou McDonald     | 11,8 | 47 928   | 50 097   | 50 980   | 52 447   | 52 529   | 55 429   |          |
| | Sans étiquette     | Patricia McKenna      | 4,3  | 17 521   | 21 523   | 22 380   | 25 213   | 25 636   |          |          |
| | Parti vert         | Déirdre de Búrca (en) | 4,7  | 19 086   | 20 226   | 21 991   |          |          |          |          |
| | Fianna Fáil        | Eibhlin Byrne (en)    | 4,7  | 18 956   | 19 448   |          |          |          |          |          |
| | Libertas Ireland   | Caroline Simons       | 3,3  | 13 514   |          |          |          |          |          |          |
| | Sans étiquette     | Emmanuel Sweeney      | 0,9  | 3 583    |          |          |          |          |          |          |
| Électorat : 812 465 Valide : 406 630 Non valide : 6 054 (1,5%) Quota : 101 658 Participation : 412 684 (50,8%) |                    |                       |      |          |          |          |          |          |          |          |

Pour les élections de 2009, la circonscription est réduite de quatre sièges à trois.

## Élections européennes de 2004
| Parti | Parti                | Candidat           | %    | Comptage | Comptage | Comptage | Comptage | Comptage | Comptage |
| Parti | Parti                | Candidat           | %    | 1        | 2        | 3        | 4        | 5        | 6        |
| --- | -------------------- | ------------------ | ---- | -------- | -------- | -------- | -------- | -------- | -------- |
| | Fine Gael            | Gay Mitchell       | 21,5 | 90 749   |          |          |          |          |          |
| | Fianna Fáil          | Eoin Ryan          | 14,6 | 61 681   | 62 939   | 64 876   | 65 923   | 85 810   |          |
| | Parti travailliste   | Proinsias De Rossa | 12,9 | 54 344   | 56 243   | 57 466   | 62 424   | 66 570   | 96 094   |
| | Sinn Féin            | Mary Lou McDonald  | 14,3 | 60 395   | 60 689   | 62 030   | 68 355   | 72 153   | 76 543   |
| | Parti vert           | Patricia McKenna   | 9,6  | 40 445   | 41 506   | 44 684   | 49 101   | 51 892   | 59 543   |
| | Parti travailliste   | Ivana Bacik        | 9,7  | 40 707   | 41 703   | 42 624   | 45 413   | 47 520   |          |
| | Fianna Fáil          | Royston Brady      | 8,6  | 36 269   | 36 593   | 37 423   | 38 324   |          |          |
| | Socialist Party      | Joe Higgins        | 5,5  | 23 218   | 23 460   | 24 541   |          |          |          |
| | Christian Solidarity | Barry Despard      | 1,3  | 5 352    | 5 443    |          |          |          |          |
| | Sans étiquette       | Brendan Price      | 1,1  | 4 813    | 4 931    |          |          |          |          |
| | Sans étiquette       | Tom Prendeville    | 0,5  | 2 071    | 2 124    |          |          |          |          |
| | Sans étiquette       | Paul Doonan        | 0,4  | 1 853    | 1 886    |          |          |          |          |
| Électorat : 821 723 Valide : 421 897 Non valide : 13 239 (3,0%) Quota : 84 380 Participation : 435 136 (52,9%) |                      |                    |      |          |          |          |          |          |          |

## Élections européennes de 1999
| Parti | Parti                | Candidat           | %    | Comptage | Comptage | Comptage | Comptage | Comptage | Comptage | Comptage | Comptage |
| Parti | Parti                | Candidat           | %    | 1        | 2        | 3        | 4        | 5        | 6        | 7        | 8        |
| --- | -------------------- | ------------------ | ---- | -------- | -------- | -------- | -------- | -------- | -------- | -------- | -------- |
| | Fine Gael            | Mary Banotti       | 20,2 | 56 593   |          |          |          |          |          |          |          |
| | Fianna Fáil          | Niall Andrews      | 15,7 | 44 176   | 44 731   | 45 967   | 46 481   | 47 931   | 50 439   | 71 423   |          |
| | Parti vert           | Patricia McKenna   | 12,7 | 35 659   | 37 988   | 39 818   | 43 662   | 48 299   | 54 883   | 56 992   |          |
| | Parti travailliste   | Proinsias De Rossa | 10,2 | 28 748   | 29 522   | 29 882   | 31 849   | 37 820   | 41 605   | 43 536   | 47 018   |
| | Fine Gael            | Jim Mitchell       | 9,9  | 27 873   | 28 483   | 30 402   | 31 296   | 33 845   | 34 942   | 37 051   | 41 489   |
| | Fianna Fáil          | Ben Briscoe (en)   | 8,9  | 25 065   | 25 457   | 26 917   | 27 322   | 27 727   | 29 616   |          |          |
| | Sinn Féin            | Seán Crowe         | 6,6  | 18 633   | 19 070   | 19 735   | 21 147   | 21 703   |          |          |          |
| | Parti travailliste   | Bernie Malone      | 5,7  | 15 890   | 16 570   | 16 982   | 18 272   |          |          |          |          |
| | Socialist Party      | Joe Higgins        | 3,8  | 10 619   | 11 360   | 11 697   |          |          |          |          |          |
| | Christian Solidarity | Gerard Casey       | 3,4  | 9 425    | 9 867    |          |          |          |          |          |          |
| | Sans étiquette       | Ciaran Goulding    | 2,0  | 5 546    |          |          |          |          |          |          |          |
| | Sans étiquette       | Adam Goodwin       | 0,5  | 1 438    |          |          |          |          |          |          |          |
| | Natural Law          | John Burns         | 0,4  | 1 006    |          |          |          |          |          |          |          |
| Électorat : 793 200 Valide : 280 671 Non valide : 6 013 (2,1%) Quota : 56 135 Participation : 286 684 (36,1%) |                      |                    |      |          |          |          |          |          |          |          |          |

## Élections européennes de 1994
| Parti | Parti                            | Candidat         | Première préférence | %    | Siège | Comptage |
| --- | -------------------------------- | ---------------- | ------------------- | ---- | ----- | -------- |
| | Parti vert                       | Patricia McKenna | 40 388              | 14,5 | 1     | 10       |
| | Fianna Fáil                      | Niall Andrews    | 36 877              | 13,3 | 2     | 10       |
| | Fine Gael                        | Mary Banotti     | 38 053              | 13,7 | 3     | 12       |
| | Parti travailliste               | Bernie Malone    | 22 419              | 8,1  | 4     | 12       |
| | Fine Gael                        | Jim Mitchell     | 28 116              | 10,1 |       |          |
| | Democratic Left                  | Pat Rabbitte     | 24 133              | 8,7  |       |          |
| | Parti travailliste               | Orla Guerin      | 16 674              | 6,0  |       |          |
| | Parti des travailleurs d'Irlande | Tomás Mac Giolla | 15 830              | 5,7  |       |          |
| | Fianna Fáil                      | John Stafford    | 12 811              | 4,6  |       |          |
| | Sans étiquette                   | Eamonn Murphy    | 9 296               | 3,4  |       |          |
| | Démocrates progressistes         | Stephen O'Byrnes | 8 212               | 3,0  |       |          |
| | Fianna Fáil                      | Olive Braiden    | 8 237               | 3,0  |       |          |
| | Sinn Féin                        | Larry O'Toole    | 8 190               | 3,0  |       |          |
| | Sans étiquette                   | Paddy Madigan    | 6 903               | 2,5  |       |          |
| | Natural Law                      | John Burns       | 1 705               | 0,6  |       |          |
| 'Électorat : 755 486 Valide : 277 844 Non valide : 2 917 (1,0%) Quota : 55 569 Participation : 280 761 (37,2%) |                                  |                  |                     |      |       |          |

## Élections européennes de 1989
| Parti | Parti                            | Candidat            | Première préférence | %    | Siège | Comptage |
| --- | -------------------------------- | ------------------- | ------------------- | ---- | ----- | -------- |
| | Parti des travailleurs d'Irlande | Proinsias De Rossa  | 71 041              | 15,8 | 1     | 6        |
| | Fine Gael                        | Mary Banotti        | 50 666              | 11,3 | 2     | 6        |
| | Fianna Fáil                      | Niall Andrews       | 72 057              | 16,1 | 3     | 6        |
| | Parti travailliste               | Barry Desmond       | 57 225              | 12,8 | 4     | 12       |
| | Fianna Fáil                      | Eileen Lemass       | 58 345              | 13,0 |       |          |
| | Parti vert                       | Trevor Sargent      | 37 317              | 8,3  |       |          |
| | Démocrates progressistes         | Mary Harney         | 36 402              | 8,1  |       |          |
| | Sans étiquette                   | Raymond Crotty      | 25 525              | 5,7  |       |          |
| | Fine Gael                        | Chris O'Malley (en) | 26 574              | 5,9  |       |          |
| | Sinn Féin                        | Ann Speed           | 11 582              | 2,6  |       |          |
| | Sans étiquette                   | Tim Cahill          | 1 668               | 0,4  |       |          |
| 'Électorat : 711 416 Valide : 448 402 Non valide : 7 137 (1,6%) Quota : 89 681 Participation : 455 539 (64,0%) |                                  |                     |                     |      |       |          |

## Élections européennes de 1984
| Parti | Parti                            | Candidat                    | Première préférence | %    | Siège | Comptage |
| --- | -------------------------------- | --------------------------- | ------------------- | ---- | ----- | -------- |
| | Fine Gael                        | Richie Ryan                 | 47 014              | 16,6 | 1     | 8        |
| | Fianna Fáil                      | Eileen Lemass               | 31 350              | 11,1 | 2     | 8        |
| | Fine Gael                        | Mary Banotti                | 42 660              | 15,1 | 3     | 8        |
| | Fianna Fáil                      | Niall Andrews               | 32 512              | 11,5 | 4     | 8        |
| | Parti travailliste               | Frank Cluskey               | 28 384              | 10,0 |       |          |
| | Fianna Fáil                      | Jim Tunney                  | 30 488              | 10,8 |       |          |
| | Parti des travailleurs d'Irlande | Des Geraghty (en)           | 19 590              | 6,9  |       |          |
| | Sans étiquette                   | Seán Loftus                 | 17 385              | 6,2  |       |          |
| | Sinn Féin                        | John Noonan                 | 14 604              | 5,2  |       |          |
| | Sans étiquette                   | Shane Ross                  | 8 099               | 2,9  |       |          |
| | Democratic Socialist             | John de Courcy Ireland (en) | 5 350               | 1,9  |       |          |
| | Parti vert                       | Christopher Fettes          | 5 242               | 1,9  |       |          |
| 'Électorat : 704 873 Valide : 282 678 Non valide : 6 153 (2,1%) Quota : 56 536 Participation : 288 831 (41,0%) |                                  |                             |                     |      |       |          |

## Élections européennes de 1979
| Parti | Parti                          | Candidat          | Première préférence | %    | Siège | Comptage |
| --- | ------------------------------ | ----------------- | ------------------- | ---- | ----- | -------- |
| | Parti travailliste             | John O'Connell    | 44 832              | 15,2 | 1     | 8        |
| | Fine Gael                      | Richie Ryan       | 48 411              | 16,4 | 2     | 8        |
| | Parti travailliste             | Michael O'Leary   | 34 511              | 11,7 | 3     | 10       |
| | Fianna Fáil                    | Síle de Valera    | 41 357              | 14,0 | 4     | 10       |
| | Fine Gael                      | Nuala Fennell     | 26 951              | 9,1  |       |          |
| | Fianna Fáil                    | Ruairí Brugha     | 21 758              | 7,4  |       |          |
| | Sans étiquette                 | Seán Loftus       | 21 769              | 7,4  |       |          |
| | Fine Gael                      | Maurice Manning   | 14 296              | 4,8  |       |          |
| | Fianna Fáil                    | Michael Yeats     | 12 715              | 4,3  |       |          |
| | Sinn Féin - The Workers' Party | Tomás Mac Giolla  | 11 915              | 4,0  |       |          |
| | Fianna Fáil                    | Joe Fox (en)      | 8 178               | 2,8  |       |          |
| | Parti travailliste             | Jane Dillon Byrne | 7 807               | 2,6  |       |          |
| | Sans étiquette                 | Kevin Clear       | 915                 | 0,3  |       |          |
| 'Électorat : 618 454 Valide : 295 415 Non valide : 8 653 (2,9%) Quota : 59 084 Participation : 304 068 (49,2%) |                                |                   |                     |      |       |          |